# Rittergut Planschwitz

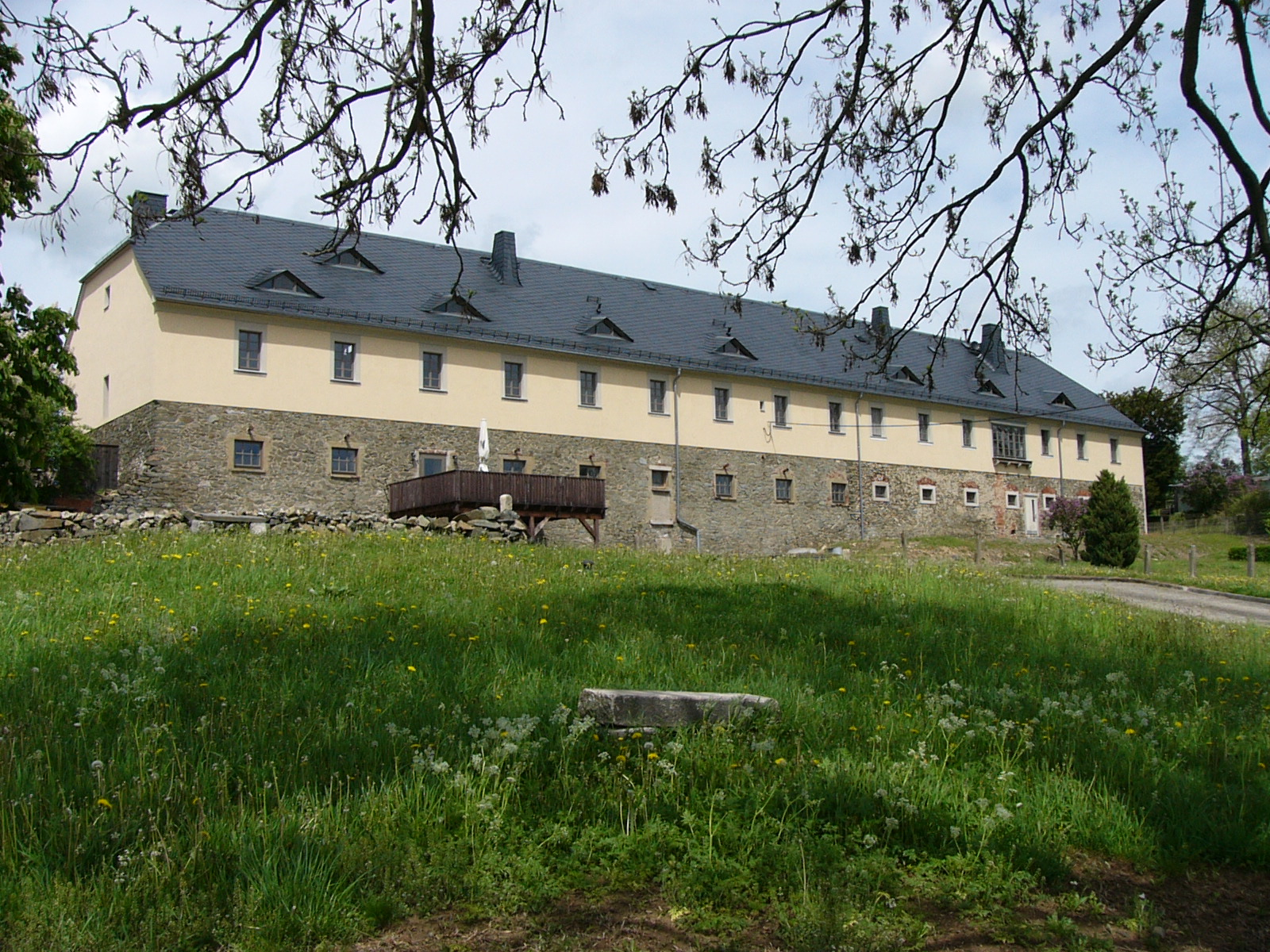
Ansicht des Rittergutes

Das Rittergut Planschwitz ist ein Rittergut in Planschwitz, heute Stadtteil von Oelsnitz/Vogtl. im sächsischen Vogtlandkreis.

## Lage
Das Rittergut Planschwitz befindet sich im Kirchpöhlweg im Süden des Ortskerns.

## Geschichte
Die adelige Familie von Sack von Planschwitz hatte im Ort ihren Stammsitz, zunächst auf der 1297 erstmals erwähnten und heute verschwundenen Burg Planschwitz in der Ortsmitte. Urkundlich belegt ist in diesem Jahr "Ulricus Saccus de Plonswicz miles". Der Herrensitz in Planschwitz wurde im Jahr 1445 als Rittersitz und 1606 als Rittergut erwähnt. Zu den Besitzern des Rittergutes zählen die Familien von Tettau (1586), von Zedtwitz, von Neuberg, von Falkenstein und von Trützschler. Die Familie Trützschler verkaufte das Gut 1788 an die bürgerliche Familie Erdmann, der die Familien Hasse (1829), Schneider, Hirsch (1893) und Rinn (ab 1911) folgten, die 1945 im Zuge der Bodenreform in der Sowjetischen Besatzungszone enteignet wurde. 1948 übernahm die Gemeinde Planschwitz das Herrenhaus und nutzte es bis 1970 als Schule, danach als Wohnhaus. Die erhaltenen Gebäude befinden sich heute in einem guten Zustand und gehören verschiedenen Besitzern.